# Jerrold Meinwald

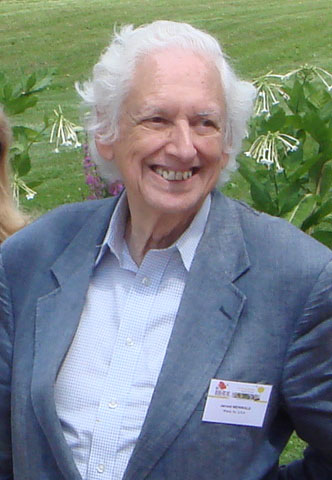

Jerrold Meinwald (* 16. Januar 1927 in New York City; † 23. April 2018 in Ithaca) war ein US-amerikanischer Chemiker (Organische Chemie, Biochemie). Er gilt mit Thomas Eisner, mit dem er eng zusammenarbeitete, als Vater der Chemischen Ökologie, das heißt der Untersuchung chemischer Interaktion von Tieren, Pflanzen und Mikroorganismen.

## Leben
Meinwald ging auf das Brooklyn College und das Queens College und war 1945/46 Elektroniker bei der US Navy. Er studierte an der University of Chicago mit dem Bachelor-Abschluss in Chemie 1948 (und dem Ph. B. 1947) und an der Harvard University mit dem Master-Abschluss 1950. 1952 promovierte er bei Robert B. Woodward mit der Arbeit Studies on lysergic acid. Danach war er Instructor und später Professor an der Cornell University, ab 1980 als Goldwin Smith Professor.
Meinwald erforschte Pheromone bei Insekten, anderen Arthropoden sowie einigen Amphibien und Säugern, die zugrundeliegenden Signalwege und Signalmoleküle. Das hatte wichtige Anwendungen in der Landwirtschaft und Schädlingsbekämpfung. Er veröffentlichte rund 400 wissenschaftliche Arbeiten mit rund 200 Ko-Autoren. In seiner Zusammenarbeit mit Eisner lag dessen Schwerpunkt in der Biologie, der von Meinwald in der Chemie. Ursprünglich begann Meinwald mit Forschung in „gewöhnlicher“ organischer Chemie.
Er war Mitglied der National Academy of Sciences (1969), der American Academy of Arts and Sciences (1970), deren Sekretär er 2015/16 war, der American Philosophical Society (1987) und der American Association for the Advancement of Science. Er erhielt 2005 den Roger Adams Award, den Ernest Guenther Award, 1997 den Chemical Pioneer Award, 1990 den Tyler Prize for Environmental Achievement (mit Thomas Eisner), 1996 die Heyrovský-Medaille, 2006 den Grand Prix des Maison de la chimie, den Gustavus John Esselen Award for Chemistry in the Public Interest (mit Eisner), die Silbermedaille der International Society of Chemical Ecology, 2013 die Benjamin Franklin Medal (Franklin Institute) in Chemie für Pionierarbeiten in chemischer Ökologie und 2014 den Nakanishi Prize der Chemical Society of Japan. Er war Guggenheim Fellow und Sloan Research Fellow. 1989 wurde er Ehrendoktor der Universität Göteborg.
Er spielte Quer- und Blockflöte und trat in Kammermusikkonzerten auf. Er war 37 Jahre mit Charlotte Greenspan verheiratet und hat drei Töchter.